# San Goar
Goar (495 circa – 575) è stato un religioso e missionario tedesco.
Originario dell'Aquitania, era figlio di certi Giorgio e Valeria.

## Biografia
Sull'effettiva vita del santo si sa ben poco. Oltre alla consolidata tradizione in Sankt Goar, il comune tedesco sorto intorno al suo romitaggio, si parla della sua vita in un testo redatto dal monaco e poeta Vandalberto di Prüm, all'uopo redatto nel IX secolo: Vita et miracula sancti Goaris (Vita e miracoli di san Goar), in lingua latina, che s'ispira a sua volta a una fonte più antiche. Sotto il regno di Childeberto I Goar si trasferì dalla terra natia nella zona dell'allora diocesi di Treviri, stabilendosi sulla riva sinistra del medio Reno, ove si trova ora il paese che da lui ha preso il nome: Sankt Goar. Qui si dedicò all'attività missionaria. Secondo la citata Vita di Vandalberto, egli vi eresse una chiesa, che conteneva numerose reliquie, predicò alla popolazione, prevalentemente pagana, sul cristianesimo e condusse una vita di preghiera e di ascesi. Furono particolarmente famose la sua bontà e gentilezza e visse come eremita morendo in odore di santità. Dopo la sua morte, avvenuta nel 575, la sua tomba e la cella ove viveva in vita divennero meta di pellegrinaggi. La località assunse il suo nome. Vi si sviluppò una comunità ecclesiale, il cui inizio verosimilmente risale a lui stesso.

## Culto e pellegrinaggi

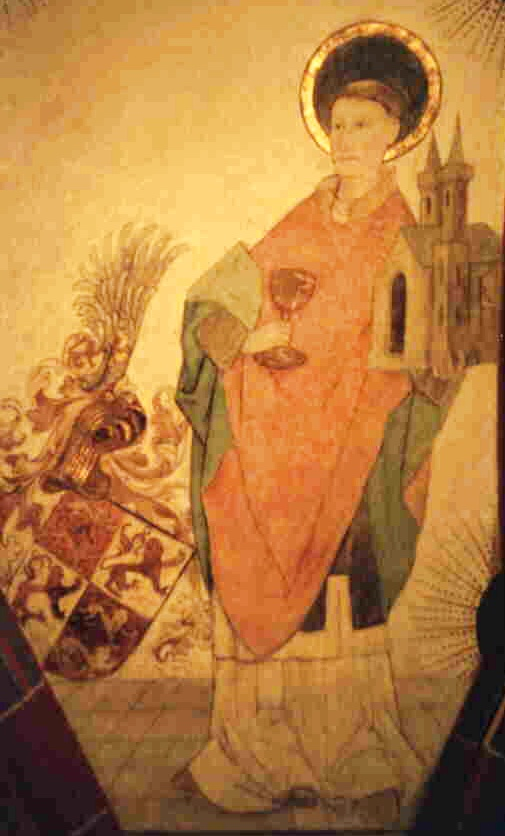
Affresco raffigurante San Goar nella Chiesa di Sankt Goar

Già nel 765 Pipino il Breve concesse ad Assuero, Abate di Prüm, la cella di Goar ad utilizzo personale per la sua residenza a vita. Il figlio Carlomagno, nel 782 convertì il dono all'abate in dono all'Abbazia. Da quel momento l'Abbazia di Prüm si accollò il servizio pastorale ed ecclesiastico. Anche i pellegrinaggi favorirono durevolmente lo sviluppo dell'Abbazia ed è per questo che il chierico Vandalberto indagò sulla vita di San Goar e stese verso l'850 la sua opera agiografica. L'abate Assuero provvide con molta energia alla costruzione di una nuova chiesa, dedicata a san Goar, che venne consacrata nel 781. Essa divenne una delle tre sedi principali dell'Abbazia di Prüm. Nell'XI secolo la chiesa divenne una collegiata con 12 canonici ed nove vicari, a capo dei quali stava un decano. Nel 1100 la chiesa assunse l'attuale aspetto, con una nuova cripta a tre navate, mentre la torre sul coro ed il coro stesso risalgono alla metà del XIII secolo. Dal 1444 fu costruita l'attuale aula e la chiesa, sotto il conte Filippo I di Katzenelnbogen, fu riccamente ornata, fra l'altro con affreschi e vetrate colorate e illustrate. Già nel 1449 l'abate di Prüm aveva venduto a Filippo I di Katzenelnbogen i diritti sulla chiesa. Da allora essa appartenne al territorio dei langravi di Katzenelnbogen e nel 1479 passò per successione ai Landgravi di Assia. Filippo I d'Assia seguì nel suo territorio la riforma protestante e tenne dal 1527 la chiesa. Il primo ufficio riformato fu tenuto nella chiesa di san Goar il 1º gennaio 1528, il culto cattolico ed i pellegrinaggi furono vietati, la tomba del santo rimossa ed i canonici della collegiata cacciati. Tuttavia il pronipote di Filippo I, Ernesto d'Assia-Rheinfels si convertì nel 1652 con tutta la sua famiglia al cattolicesimo, il che consentì la ripresa del culto di san Goar. Per prima cosa egli affidò ai cattolici la cripta della chiesa. Subito dopo fece erigere una nuova chiesa, che venne consacrata nel 1660 e vi fu trasferita anche la pregevole pietra tombale del Santo, che oggi si trova incorporata nell'altare laterale destro della chiesa cattolica. La vecchia chiesa rimase proprietà della comunità protestante. La parte più grande delle reliquie del Santo, rimaste dopo la Riforma protestante, è un braccio, che è custodito nella Basilica di San Castore a Coblenza, dedicata a san Castore di Karden.

## Leggende e credenze popolari
L'ospitalità di Goar, specialmente verso i naviganti sul Reno, divenne talmente leggendaria, che ne dovette rispondere dinnanzi al vescovo di Treviri, presso il quale tuttavia trovò subito benevolenza, allorché appese miracolosamente cappello ed il mantello ad un raggio di sole. Molte delle storie miracolose sono similmente originali: egli avrebbe preso a calci il demonio, che lo aveva pesantemente calunniato; avrebbe anche ottenuto, che non uscisse vino dalla spina di una botte; salvato due preti, che stavano morendo di fame, con il latte loro fornito da tre cerve da lui appositamente chiamate e salvato un'imbarcazione dall'affondamento. Avrebbe inoltre risalito la corrente dalla Mosella alla sua residenza, su un'imbarcazione priva di rematori. La maggior parte dei racconti miracolosi riguardano la gentilezza del Santo e i suoi interventi a favore di imbarcazioni e dei loro passeggeri. La sua ospitalità lo ha fatto divenire patrono dei vasai, dei muratori che lavorano ai tetti e degli albergatori.
Dalla sua patria, nel sud della Francia, egli avrebbe inoltre portato sulle terre del Reno la vite, per cui sarebbe anche patrono dei viticultori.
Fastrada, quarta moglie di Carlo Magno, sarebbe guarita dal mal di denti visitando la sua tomba. È invocato anche contro la calunnia.
La sua ricorrenza cade il 6 od il 9 (diocesi di Limburg) o il 24 luglio (diocesi di Treviri).